# Världsmästerskapen i fäktning 1959
Världsmästerskapen i fäktning 1959 arrangerades mellan den 12 och 25 juli 1959 i Budapest i Ungern. Det var den 15:e upplagan av världsmästerskapen i fäktning.

## Medaljörer

### Damer
| Gren                  | Guld | Silver                                                                                                | Brons                                                           |
| Florett, individuellt | Emma Jefimova Sovjetunionen                                                                             | Galina Gorochova Sovjetunionen                                                                        | Tatjana Petrenko Sovjetunionen                                  |
| Florett, lagtävling   | Ungern Katalin Juhász Magdolna Nyári-Kovács Ildikó Újlaky-Rejtő Lídia Dömölky Györgyi Marvalics-Székely | Sovjetunionen Galina Gorochova Emma Jefimova Tatjana Petrenko Valentina Prudskova Aleksandra Zabelina | Västtyskland Helmi Höhle Helga Mees Heidi Schmid Rosemarie Weiß |

### Herrar
| Gren                  | Guld | Silver                                                                                                  | Brons                                                                                          |
| Florett, individuellt | Allan Jay Storbritannien                                                                                | Claude Netter Frankrike                                                                                 | Mark Midler Sovjetunionen                                                                      |
| Florett, lagtävling   | Sovjetunionen Mark Midler Jurij Rudov Jurij Sisikin German Svesjnikov Viktor Zjdanovitj                 | Västtyskland Jürgen Brecht Tim Gerresheim Dieter Schmitt Jürgen Theuerkauff Manfred Urschel             | Ungern Ferenc Czvikovszky Mihály Fülöp József Gyuricza Jenő Kamuti Kazmer Pacsery Csaba Pap    |
| Sabel, individuellt   | Rudolf Kárpáti Ungern                                                                                   | Tamás Mendelényi Ungern                                                                                 | Jerzy Pawłowski Polen                                                                          |
| Sabel, lagtävling     | Polen Emil Ochyra Jerzy Pawłowski Andrzej Piątkowski Włodzimierz Wójcicki Wojciech Zabłocki Ryszard Zub | Ungern Gábor Delneky Aladár Gerevich Zoltán Horváth Rudolf Kárpáti Tamás Mendelényi József Szerencsés   | Sovjetunionen Jevgenij Tjerepovskij Lev Kuznetsov Umar Mavlichanov Jakov Rylskij David Tysjler |
| Värja, individuellt   | Bruno Habārovs Sovjetunionen                                                                            | Allan Jay Storbritannien                                                                                | Giuseppe Delfino Italien                                                                       |
| Värja, lagtävling     | Ungern Árpád Bárány Tamás Gábor István Kausz József Sákovics                                            | Sovjetunionen Arnold Tjernusjevitj Valentin Tjernikov Bruno Habārovs Vitalij Chodosovskij Guram Kostava | Frankrike Claude Bourquard Claude Brodin Jack Guittet Gérard Lefranc René Queyroux             |

## Medaljtabell
*   Värdland ( Ungern)
| Nr                  | Nation               | Guld | Silver | Brons | Totalt |
| ------------------- | -------------------- | ---- | ------ | ----- | ------ |
| 1                   | Sovjetunionen (URS)  | 3    | 3      | 3     | 9      |
| 2                   | Ungern (HUN)*        | 3    | 2      | 1     | 6      |
| 3                   | Storbritannien (GBR) | 1    | 1      | 0     | 2      |
| 4                   | Polen (POL)          | 1    | 0      | 1     | 2      |
| 5                   | Frankrike (FRA)      | 0    | 1      | 1     | 2      |
| 5                   | Västtyskland (FRG)   | 0    | 1      | 1     | 2      |
| 7                   | Italien (ITA)        | 0    | 0      | 1     | 1      |
| Totalt (7 nationer) | Totalt (7 nationer)  | 8    | 8      | 8     | 24     |